# Goldschatz von Oedeme

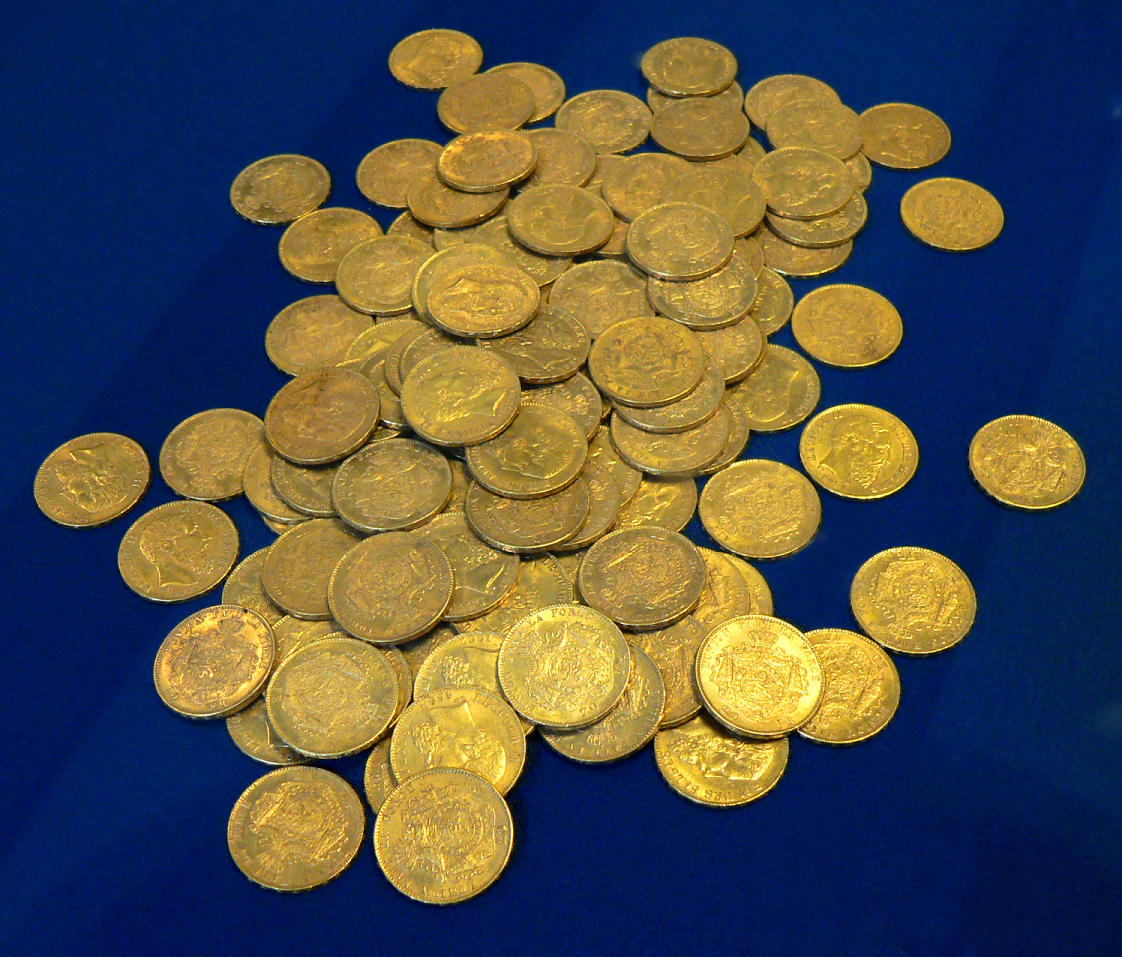
Ein Teil des Goldschatzes von Oedeme, belgische 20-Franc-Goldmünzen mit dem Porträt von König Leopold II.

Der Goldschatz von Oedeme ist ein Depotfund von 217 Goldmünzen aus dem Bestand der Reichsbank mit einem Gesamtgewicht von 1,4 kg, der im Jahr 2014 im Lüneburger Stadtteil Oedeme  in Niedersachsen gefunden wurde. Er ist nach dem 2011 entdeckten und 1,7 kg schweren Goldhort von Gessel der zweitgrößte archäologische Goldschatz in Niedersachsen. Obwohl der Goldschatz aus noch heute im Umlauf befindlichem Anlagegold des 19. und 20. Jahrhunderts besteht, misst ihm die archäologische Denkmalpflege wegen seines historischen Hintergrunds eine hohe Bedeutung zu. Sie vermutet eine Niederlegung in den Wirren gegen Ende des Zweiten Weltkriegs oder in der unmittelbaren Nachkriegszeit.

## Entdeckung und Ausgrabung
Den Goldschatz entdeckte ein Sondengänger im Oktober 2014. Er gehört zu etwa 200 Sondengängern in Niedersachsen, die vom Niedersächsischen Landesamt für Denkmalpflege ausgebildet und zertifiziert worden sind. Der Sondengänger, der seit etwa zwei Jahren mit der archäologischen Denkmalpflege in Lüneburg zusammen arbeitete, erhielt von dort den Auftrag zur näheren Absuche einer auffälligen Bodenmulde in der Nähe des Lüneburger Stadtteils Oedeme, wo ein geplündertes Hügelgrab vermutet wurde. Es war bekannt, dass sich im weiteren Umfeld mehrere Grabhügel befinden; bei Oedeme wurde bereits in den Jahren 1983 bis 1985 ein Buckelgräberfeld aus dem 4. und 5. Jahrhundert n. Chr. archäologisch untersucht. An der vorgegebenen Stelle fand der Sondengänger bei der oberflächigen Kontrolle mit dem Metalldetektor am Rand eines Feldes zehn Goldmünzen. Er meldete seinen Fund umgehend der zuständigen archäologischen Denkmalpflege.
Die Bezirksarchäologie Lüneburg des Niedersächsischen Landesamtes für Denkmalpflege nahm am Fundort unverzüglich eine Ausgrabung vor. Die über zwei Wochen andauernden Arbeiten gestalteten sich schwierig, da die Fundstelle direkt im Wurzelbereich einer Kiefer lag; sie durfte aus Gründen des Naturschutzes nicht beeinträchtigt werden. Zunächst legten die Archäologen einen Profilschnitt an, um im Bodenprofil mögliche Erdverfärbungen zu erkennen. Dabei entdeckten sie eine mit Erde verschüttete, etwa einen Meter tiefe Grube, die durch einen Baumwurf entstanden war und sich durch Erde vom Wurzelwerk des Baumes wieder verfüllt hatte. Aus der Grube mit dem gestörten Boden wurden die weiteren Fundstücke geborgen, die darin verstreut lagen. Der genaue Fundort wird nicht bekannt gegeben, um weitere archäologisch bedeutsame Fundstellen im Umfeld zu schützen.

## Fundstücke

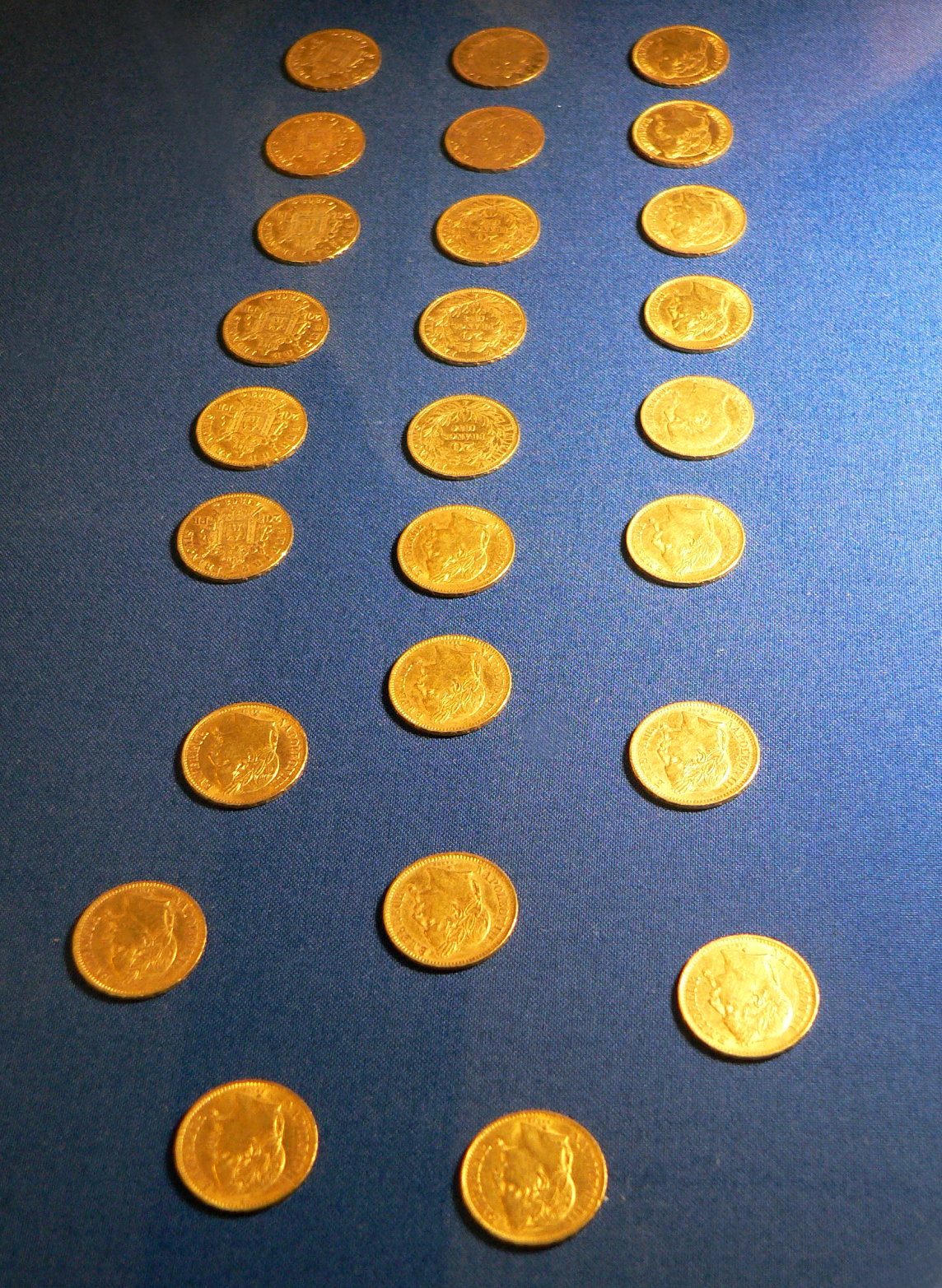
1852 geprägte 20-Franc-Goldmünzen mit dem Porträt des französischen Kaisers Napoleon III.

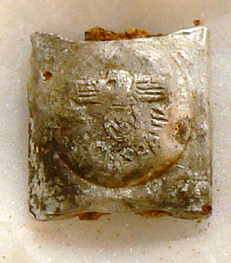
Gefundene Plombe der Reichsbank mit Reichsadler und Hakenkreuz

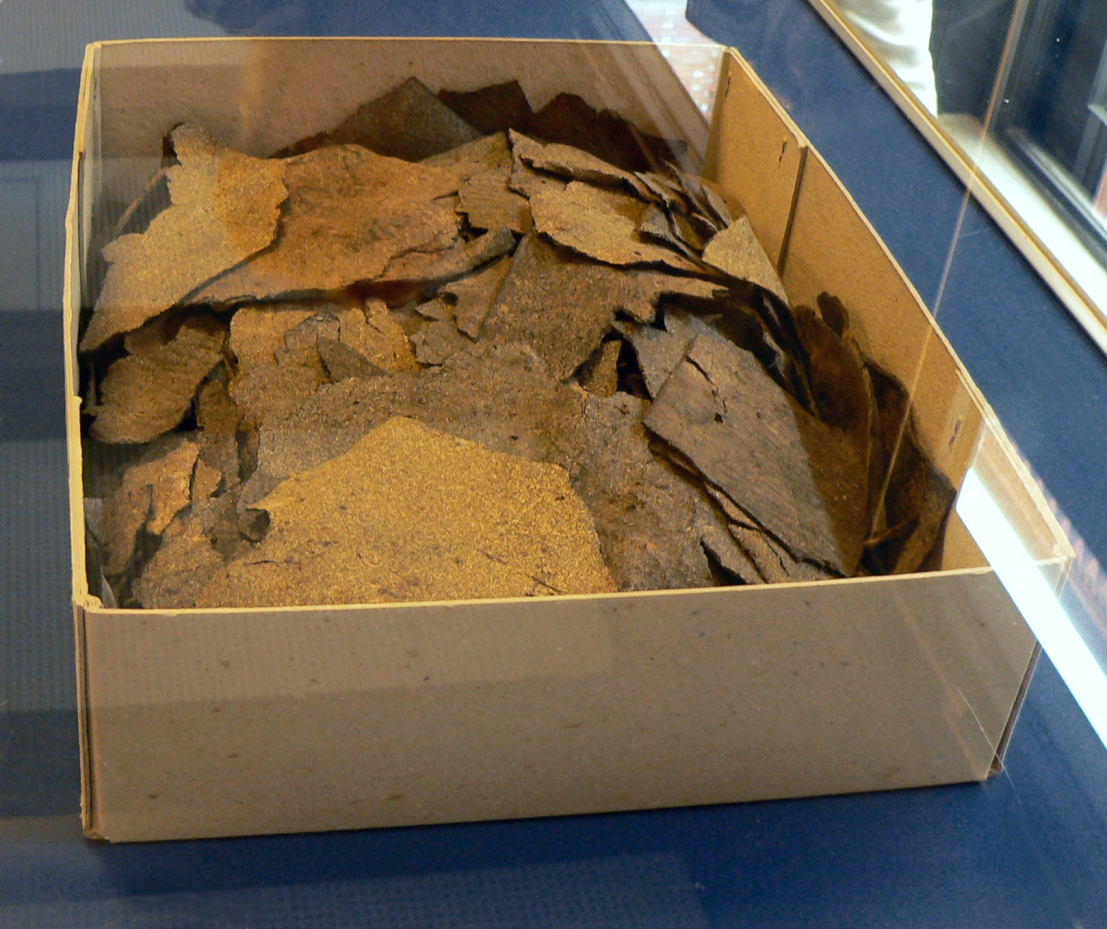
Fragmentierte Teerpappe in einem Fundkarton

Neben den zehn mit einem Metallsuchgerät entdeckten Goldmünzen wurden bei der Ausgrabung 207 weitere Goldmünzen gefunden. Sie bestehen aus 900er Gold und ergeben ein Gesamtgewicht von 1,4 kg. Die Münzen fallen mit 21 Millimeter Durchmesser und einem Rohgewicht von 6,45 Gramm sowie einem Feingewicht von 5,8 Gramm sehr einheitlich aus. Es handelt sich um im 19. Jahrhundert und Anfang des 20. Jahrhunderts in hoher Stückzahl geprägte Münzen, die seither einen Standard im Goldgeschäft darstellen und noch heute als Goldanlageobjekte in Umlauf sind. Ihr Wert zum Fundzeitpunkt im Jahr 2014 belief sich auf etwa 45.000 Euro. Die Goldmünzen wurden zwischen 1831 und 1910 in Belgien (127 Münzen), Frankreich (74 Münzen), Italien (12 Münzen) und Österreich-Ungarn (3 Münzen) geprägt. Die älteste Münze von 1831, wie auch die jüngste von 1910, stammen aus Frankreich. Unter den Münzen sind folgende Prägungen:
- Belgische 20-Franc-Münzen Leopolds I.
- Belgische 20-Franc-Münzen Leopolds II.
- Französische 20-Franc-Münzen Napoleons III.
- Französische 20-Franc-Münzen Louis-Philippes I.
- Französische 20-Franc-Münzen der Dritten Französischen Republik
- Italienische 20-Lire-Münzen Viktor Emanuels II.
- Italienische 20-Lire-Münzen Umbertos I.
- Österreichisch-ungarische 20-Forint-Münzen Franz Josephs I.

Weitere Fundstücke waren zwei kleine Plomben aus Aluminium, in die die Aufschrift Reichsbank Berlin, die Zahl 244 sowie die Symbole von Reichsadler und Hakenkreuz eingeprägt sind. An den Plomben haben sich Faserreste von Geldsäcken und Reste des Versiegelungsfadens erhalten. Derartige Geldsäcke wurden früher zugenäht und waren von einem Versiegelungsfaden umgeben, der an der Verknotung eine Plombe trug. Der Stoff und der Faden sind durch die jahrzehntelange Lagerung im Boden vergangen. Zu den weiteren Funden gehörte Teerpappe, die altersbedingt fragmentiert ist.

### Untersuchungen
Für die interdisziplinären Untersuchungen am Goldschatz wirkte sich die unter wissenschaftlichen Bedingungen vorgenommene Fundbergung außerordentlich günstig aus, da die meisten Hortfunde aus ihrem Fundzusammenhang gerissen sind. Anfangs konnte als frühester Zeitpunkt der Schatzniederlegung das Jahr 1910 aufgrund des Prägedatums der Schlussmünze angenommen werden. Als spätester Zeitpunkt waren die 1960er Jahre zu vermuten, da der Schatz unter den Wurzeln einer etwa 50-jährigen Kiefer lag. Eine genauere zeitliche Eingrenzung ließen die gefundenen Plomben und die Teerpappe zu, die der Arbeitskreis Archäometrie der Leibniz Universität Hannover um den Chemiker Robert Lehmann untersuchte. Die Teerpappe ist anhand ihrer chemischen Zusammensetzung nicht später als 1970, wahrscheinlich aber vor 1950 hergestellt worden. Bei den Plomben handelt es sich um sogenannte Knotenplomben aus Aluminium, die für die Reichsbank entwickelt worden sind und auf einem Patent von 1930 beruhen. Die Aluminiumlegierung der Plomben weist eine chemische Zusammensetzung auf, die typisch für die 1940er Jahre ist. Die Plombenbeschriftung mit der Zahl 244 wurde bei der historischen Sammlung der Deutschen Bundesbank abgeklärt. Dort liegt ein Vergleichsstück aus dem Jahre 1940 vor.

### Niederlegung
Auf Basis des archäologischen Befundes und der Funduntersuchungen lässt sich die Niederlegung des Goldschatzes rekonstruieren. Danach wurden zwei verplombte Geldbeutel aus dem Bestand der Reichsbank mit jeweils etwa 700 Gramm Goldmünzen im sandigen Boden am Fuße eines Baumes vergraben. Zum Schutz vor Feuchtigkeit waren die Beutel in Teerpappe eingeschlagen. Der Baum stürzte später vermutlich durch Windbruch um und der herausgerissene Wurzelballen mit Erde störte den Zusammenhalt der Vergrabung. Die Erde fiel im Laufe der Zeit herab, füllte die Grube auf und an der Stelle wuchs in den 1960er Jahren ein neuer Baum. Die Tatsache, dass die verplombten Beutel vergraben wurden, legt nahe, dass es sich um geraubtes Material handelt, das in der Absicht vergraben worden ist, es zu einem späteren Zeitpunkt zu bergen. Dieses ist aus bisher unbekannten Gründen nicht erfolgt.

## Eigentumsverhältnisse
Das Niedersächsische Landesamt für Denkmalpflege behandelte den Goldschatz nach dem Fundrecht und meldete ihn der Stadt Lüneburg als Fundsache. Eine Rückgabe des ausgegrabenen Schatzes an die Reichsbank als letzte rechtmäßige Besitzerin war nicht möglich, da sie Anfang der 1960er Jahre ohne Rechtsnachfolger aufgelöst worden war. Nachdem niemand Ansprüche auf die Fundsache gestellt und das Bundesfinanzministerium eine Annahme abgelehnt hatten, erwarb das Land Niedersachsen das Eigentum am Schatz. Der Eigentumsübergang beruht auf dem im Niedersächsischen Denkmalschutzgesetz verankerten Schatzregal, da dem Fund ein herausragender wissenschaftlicher Wert bescheinigt wurde. Der Sondengänger erhielt für den Fund der zehn Goldmünzen einen Finderlohn in Höhe von 2500 Euro.

## Deutung
Die bisherigen Untersuchungen (Stand: Juli 2015) lassen den Schluss zu, dass der Schatz in der Zeit zwischen etwa 1940 und 1950 niedergelegt worden ist. Laut dem niedersächsischen Landesarchäologen Henning Haßmann ist der Goldschatz von Lüneburg der größte Schatz aus dieser Epoche in Norddeutschland. Es handele sich um Goldbestände der Reichsbank, wofür die zwei verplombten Geldbeutel sprächen. Der Archäologe geht nicht davon aus, dass sich die Münzen in Privatbesitz befunden haben, da dieser wegen der
Goldablieferungspflicht damals verboten war. Laut dem Niedersächsischen Landesamt für Denkmalpflege liegt anhand der datierbaren Fundstücke eine Vergrabung gegen Ende des Zweiten Weltkrieges oder in der unmittelbaren Nachkriegszeit nahe. Die näheren Umstände, die zum Verstecken des Reichsbankgoldes führten, sind mangels historischer Überlieferung noch nicht bekannt. In Lüneburg bestand zur Zeit des Nationalsozialismus eine Filiale der Reichsbank. Die Veröffentlichung des Fundes soll auch dem Auffinden von Zeitzeugen dienen. Über die Gründe der Vergrabung des Goldschatzes können nur Vermutungen angestellt werden; so könnte sie durch einen hochrangigen Funktionsträger des nationalsozialistischen Regimes, wie den Lüneburger NSDAP-Gauleiter Otto Telschow, in den letzten Kriegstagen oder durch alliierte Besatzungssoldaten kurz nach dem Krieg vorgenommen worden sein.

## Präsentation

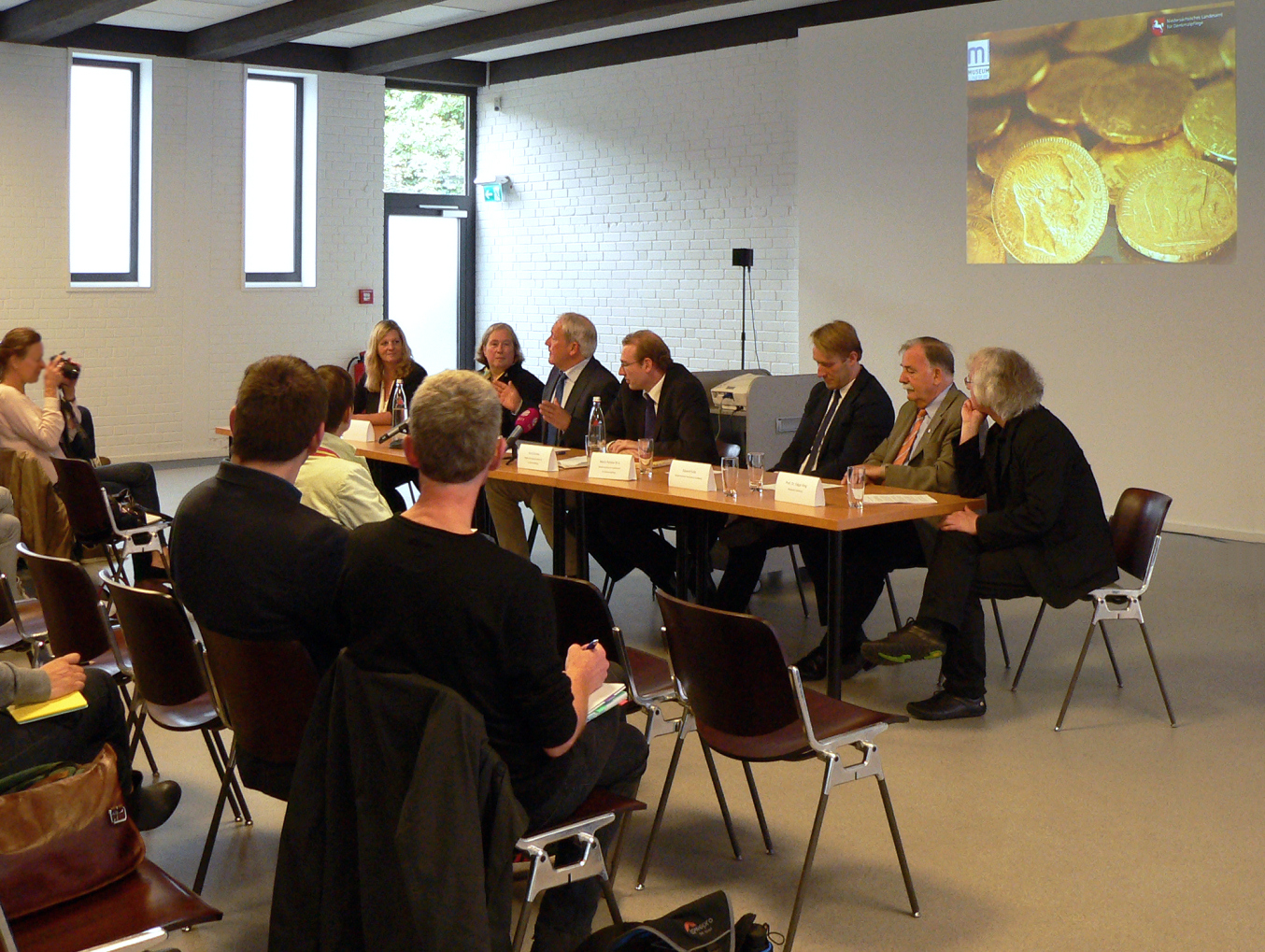
Erste Präsentation des Fundes im Jahr 2015 bei einer Pressekonferenz im Museum Lüneburg

Im Juli 2015 gab der niedersächsische Landesarchäologe Henning Haßmann den Fund bekannt. Ebenfalls im Juli 2015 erfolgte im Museum Lüneburg eine erste Präsentation des Fundes mit der Bekanntgabe von Einzelheiten zur Fundgeschichte sowie einer Funddeutung und einer juristischen Bewertung.  Der endgültige Verbleib des Goldschatzes ist noch ungeklärt. Üblich ist bei bedeutenden Funden, die im Eigentum des Landes Niedersachsen stehen, eine Präsentation im Niedersächsischen Landesmuseum in Hannover. Möglich ist aber auch eine Ausstellung als Dauerleihgabe im Museum Lüneburg.